# 雷德巴德縣區 (伊利諾伊州蘭道夫縣)
雷德巴德縣區（英語：Precincts (United States)）是位於美國伊利諾伊州蘭道夫縣的一個縣區。

## 地方資料
根據2010年美國人口普查的數據，雷德巴德縣區的面積為93.34平方千米，當中陸地面積為92.46平方千米，而水域面積為0.88平方千米。當地共有人口4692人，而人口密度為每平方千米50.27人。